# Света Троица Лариу
„Света Троица Лариу“ (на гръцки: Αγίας Τριάδας Λάριους) е мъжки манастир в Република Гърция, разположен на територията на дем Кожани, област Западна Македония, част от Сервийската и Кожанска епархия на Вселенската патриаршия.
Манастирът е разположен на 40 km югозападно от Кожани и на 15 km от Еани, близо до левия бряг на Бистрица (Алиакмонас). Първоначалното име на манастира е „Свети Иларион“ или „Лариу“.
В архитектурно отношение католиконът е трикорабна каменна базилика с петоъгълна апсида. Изградена е в 1861 година. При пожара в 1991 година пострадва тежко, като са запазени само стенописите от олтара, сред които три икони от XVIII век. В 1995 година храмът е обявен за защитен паметник.